# Dona Lurdes - O Filme
Dona Lurdes - O Filme é um telefilme de comédia dramática brasileiro de 2024, produzido pelos Estúdios Globo e dirigido por Cristiano Marques, com roteiro de Manuela Dias e Claudio Torres Gonzaga. O filme é um spin-off da novela Amor de Mãe, originalmente exibida entre 2019 e 2021 na TV Globo. A obra é uma adaptação do romance Diário de Dona Lurdes, da mesma autora. O longa estreou nos cinemas em 28 de março de 2024, exclusivamente na rede Cinemark, e foi lançado pelo Globoplay em 13 de maio de 2024, por meio de uma segunda janela de exibição.
Estrelado por Regina Casé, Arlete Salles e Evandro Mesquita o filme também conta com o retorno de Thiago Martins, Chay Suede, Jéssica Ellen, Nanda Costa, Juliano Cazarré  e Humberto Carrão em seus personagens da trama orginal.

## Sinopse
Um ano após os eventos do capítulo final da novela, o longa mostra Dona Lurdes, superando a "síndrome do ninho vazio" após a saída dos filhos e netos de casa, dando a volta por cima e passando a desfrutar ainda mais da vida.

## Elenco
- Regina Casé como Lurdes dos Santos Silva
- Arlete Salles como Zuleide
- Evandro Mesquita como Mário Sérgio
- Thiago Martins como Ryan dos Santos Silva
- Chay Suede como Danilo Lopes Nunes / Domênico dos Santos Silva
- Jéssica Ellen como Camila dos Santos
- Nanda Costa como Érica dos Santos Silva
- Juliano Cazarré como Magno dos Santos Silva
- Humberto Carrão como Sandro Amorim Camargo
- Clara Galinari como Brenda Barros dos Santos
- Enrique Díaz como Durval Barbosa
- Maria Gal como Vânia
- Aílton Graça como Sinvaldo (Pocadão das Tilhas)
- Ramille como Micaely
- Pietro Barana como Enzo
- Ana Maria Braga como ela mesma
- João Gomes como ele mesmo
- Goretti Ribeiro Dra. Daniela.